# Aloe sinana
Aloe sinana är en grästrädsväxtart som beskrevs av Gilbert Westacott Reynolds. Aloe sinana ingår i släktet Aloe och familjen grästrädsväxter. Inga underarter finns listade i Catalogue of Life.